# هايلباد هايليغنشتات
هايلباد هايليغن اشتات (بالألمانية: Heilbad Heiligenstadt) هي بلدة ألمانية تقع في ألمانيا في تورينغن. يقدر عدد سكانها بـ 16,765 نسمة .

## المدن التوأمة
مدن هوسوم و Heiden هي مدن توأمة لـهايلباد هايليغن اشتات.

## أعلام
- لورينز كيلنر
- برنارد غيرميسهاوزن
- فيليب بيتري
- تيلمان ريمنشنايدر
- ديتر ألتهاوس